# Christoph Roodhooft
Christoph Roodhooft (Herentals, 18 januari 1974) is een Belgisch voormalig wielrenner die als manager in de wielerwereld werkzaam is. Roodhooft kwam tussen 2000 en 2007 uit voor verschillende kleinere ploegen. In 2008 was Roodhooft ploegleider bij Cycle-Collstrop; momenteel is hij manager van wielerteam Alpecin-Deceuninck. 
Na zijn actieve wielerloopbaan kwam Roodhooft even in opspraak in een dopingzaak, maar kreeg opschorting van straf. Roodhooft was lange tijd ploegleider en begeleider van veldrijder Niels Albert.

## Belangrijkste overwinningen
1998
- Brussel-Opwijk

2004
- Omloop van het Waasland

2005
- Dernycriterium Boom

2006
- Gullegem Koerse